# Hemencyrtus casali
Hemencyrtus casali är en stekelart som beskrevs av De Santis 1967. Hemencyrtus casali ingår i släktet Hemencyrtus och familjen sköldlussteklar. Inga underarter finns listade i Catalogue of Life.